# Porfirio Rubirosa
Porfirio Rubirosa Ariza (22 de gener de 1909 – 5 de juliol de 1965) fou un diplomàtic, pilot de cotxes i jugador de polo dominicà. Fou adepte del dictador Rafael Leónidas Trujillo, i també es rumorejava que era un assassí polític sota el seu règim. Rubirosa va deixar empremta com a playboy, pel seu estil de vida lligat a la jet-set, i la per la seva llegendària destresa sexual amb les dones. Entre les seves cinc mullers, hi hagué dues de les dones més riques del món.

## Primers anys
Porfirio Rubirosa va néixer a San Francisco de Macorís, República Dominicana, i fou el tercer fill d'una família de classe mitjana-alta. Els seus pares foren Pedro María Rubirosa i Ana Ariza Almanzar. La seva germana gran es deia Ana, i el seu germà gran, César. El seu pare, també un conegut Don Joan, era llavors un «general», és a dir, el cap d'un grup d'homes armats a la regió de Cibao que donaven suport al govern. L'home va arribar a ser diplomàtic, i després d'una temporada a l'Illa de Saint Thomas, fou nomenat cap de l'Ambaixada dominicana a París, el 1915. Rubirosa llavors va criar-se a París i no va tornar al seu país natal fins als 17 anys, per estudiar-hi dret, tot i que aviat hi renuncià, per allistar-se a l'exèrcit.

## Diplomàtic
El 1931, Rubirosa va conèixer Rafael Trujillo en un club de camp. El «Benefactor» li va demanar de veure's novament l'endemà al matí, i el va nomenar tinent a la seva Guàrdia Presidencial. La seva relació es va perllongar al llarg de les seves vides, amb alts i baixos, i no sense episodis perillosos per a Rubirosa, i va definir la seva carrera professional quan va esdevenir diplomàtic de la República Dominicana el 1936.
En aquest paper, fou enviat a diverses ambaixades, primer a Berlín (durant els Jocs Olímpics d'Estiu de 1936, i poc després a París, on es va estar molt de temps; també va treballar a les ambaixades a Vichèi, Buenos Aires, Roma, L'Havana (on va presenciar la revolució cubana), i Brussel·les. Visitava freqüentment Nova York, Washington, Florida i Califòrnia. «Rubi», qui s'autodefinia com a «Trujillista», es movia com peix a l'aigua entre els rics i famosos, fent contactes, i mantenint secrets. De vegades, quan les seves escapades devenien massa notòries, Trujillo el feia fora del càrrec – com va passar en el cas de París el 1953 – o el movia a un altre lloc. Trujillo sabia el valor que Rubirosa tenia pel seu règim, i remarcava: «És bo en la seva feina, perquè agrada a les dones, i és un fantàstic mentider.»
Després de l'assassinat de Trujillo el 30 de maig de 1961, Rubirosa va donar suport al seu fill i successor i va mirar de convèncer John F. Kennedy per tal que ajudés el seu govern. De tota manera, quan Ramfis Trujillo varen abandonar la República Dominicana, la carrera de Rubirosa es va acabar. El 2 de gener de 1962 el Consell d'Estat el va despatxar del seu únic càrrec, com a «Inspector d'Ambaixades». Després de perdre la seva immunitat diplomàtica, va ser interrogat pel fiscal de districte de Nova York en relació amb la desaparició dels opositors a Trujillo, Sergio Bencosme el 1935 i Jesús de Galíndez el 1956, però mai va arribar a ser acusat.

## Vida personal
Rubirosa va estar lligat sentimentalment a Dolores del Río, Eartha Kitt, Marilyn Monroe, Ava Gardner, Rita Hayworth, Soraya Esfandiary, Peggy Hopkins Joyce, Joan Crawford, Veronica Lake, Kim Novak, Judy Garland, i Eva Perón. Va festejar amb la seva exdona Flor de Oro Trujillo Ledesma mentre estava casat amb Doris Duke, i amb Zsa Zsa Gabor mentre estava casada amb Barbara Hutton. Va ser demandat per infidelitat en un mínim de dos divorcis, en què les dones al·legaren adulteri.

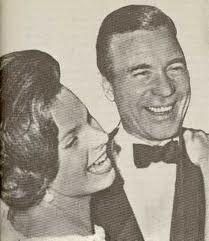
Rubirosa amb la seva darrera muller, Odile Rodin

Rubirosa es va casar cinc cops, i mai va tenir fills. Les seves mullers foren:
- Flor de Oro Trujillo, filla de Rafael Trujillo, 3 de desembre de 1932–38
- Danielle Darrieux, actriu francesa, 18 de setembre de 1942 – 21 de maig de 1947
- Doris Duke, hereva estatunidenca, 1 de setembre de 1947 – octubre de 1948; entre els regals conjugals i l'acord final de divorci, ell va rebre una pensió alimentària de (25,000 $ per any fins que es tornés a casar), una flota de pesquers a l'Àfrica, diversos cotxes de carreres, un avió bombarder B-25 reconvertit (La Ganza), i una casa del segle xvii a la Rue de Bellechasse a París.[9]
- Barbara Hutton, hereva estatunidenca, 30 de desembre 1953 – 20 de febrer de 1954; a l'acord de divorci hi va rebre una plantació de cafè a la República Dominicana, un altre B-25, ponis de polo, joies, i 2,5 milions de dòlars en efectiu.[10]
- Odile Rodin, actriu francesa de 19 anys, 27 d'octubre de 1956 – 5 de juliol de 1965 (data de la seva mort).

Hom creu que va festejar, entre d'altres, amb Marilyn Monroe durant un temps. El seu estil de vida com a playboy està lligat amb rumors sobre la seva capacitat sexual. La gran mida del seu penis va fer que entre els cambrers de París s'anomenessin «Rubiroses» els pebrers més grans.

## Polo i curses de cotxes
Després de la II Guerra Mundial, Rubirosa es va dedicar a dues passions principals, el polo i les curses de cotxes, esports cars que serien sufragats durant anys per les seves esposes americanes. Va organitzar i liderar el seu propi equip de polo Cibao-La Pampa que va ser sovint un competidor exitós a la Coupe de France. Rubirosa va jugar a polo fins al final de la seva vida. En la mateixa època, va començar a adquirir cotxes veloços, i a fer amistat amb pilots de carreres. Hauria comprat cert nombre de Ferraris. La seva primera participació a les 24 Hores de Le Mans va ser el juny de 1950 amb el seu company Pierre Leygonie, i la seva segona cursa, aquest cop amb Innocente Baggio, fou quatre anys després; en ambdues ocasions el seu cotxe no va acabar la competició. Va participar també en diverses curses a Sebring, totes menys una com a cotxe privat.
Rubirosa es va registrar per participar en una cursa de Formula 1, el 1955, el Gran Premi de Bordeaux el 25 d'abril. Havia planejat de conduir el seu propi Ferrari 500, idèntic al que havia portat Alberto Ascari al Campionat del món de conductors de 1952 i de 1953. Malgrat tot, es va posar malalt abans de la cursa i no hi va poder participar.

## Mort
Rubirosa va morir el matí del 5 de juliol de 1965, quan va estavellar el seu Ferrari 250 GT contra un castanyer després d'haver passat tota la nit de festa en un local de copes de París, el «Jimmy's»" per celebrar que havia guanyat la Coupe de France de polo.